# Valter Giorgetti
Valter Giorgetti (Gallarate, 19 luglio 1957) è un ex pugile italiano.
Campione d'Europa dei pesi gallo dal 9 giugno 1983 al 22 settembre 1984.

## La carriera
Allenato dal maestro Aldo Maistro, passa da dilettante a professionista in pochissimo tempo.
Dopo nove vittorie e una sola sconfitta, si aggiudica il titolo italiano dei pesi gallo, il 9 luglio 1982 a Pineto, battendo ai punti Roberto Serreli. Difende vittoriosamente il titolo a Pesaro contro Giancarlo Ravaioli per knock-out tecnico all'8º round e poi lo mantiene pareggiando a Bergamo con Paolo Castrovilli.
Il 9 giugno 1983 il gallaratese conquista la cintura europea battendo il compagno di scuderia Giuseppe Fossati con un discusso verdetto ai punti sul "neutro" di Sciacca, nello splendido scenario di Torre Macauda.
Il 22 settembre successivo a Roseto degli Abruzzi, alla prima difesa del titolo, Giorgetti spazza via a in sette round lo spagnolo Ignacio Martinez Antunez. A Campobasso al termine di un vibrante combattimento respinge ai punti l'assalto dell'inglese John Feeney. A Treviso il franco-algerino Kamel Djadda, allievo di Laurent Dauthuille, resiste solo cinque round.
Con alle spalle Rodolfo Sabbatini, Giorgetti tenta l'avvicinamento al titolo mondiale, e, per questo il 22 settembre 1984 è dichiarato decaduto dal titolo europeo per non averlo difeso nei tempi prescritti. Contemporaneamente si presenta fuori forma e poco allenato a Montecarlo contro l'americano Jeff Whaley e subisce un'imprevista sconfitta prima del limite.
A Messina, il 2 maggio 1985, gli è concessa la chance di riprendersi il titolo europeo contro Ciro De Leva. Giunge però psicologicamente impreparato e subisce un'altra sconfitta che lo induce a chiudere con la boxe agonistica dopo soli 23 combattimenti. Non è un addio al pugilato: Giorgetti diventa prima maestro di boxe e poi arbitro e giudice nazionale, tuttora attivo.